# 섀드 개스퍼드

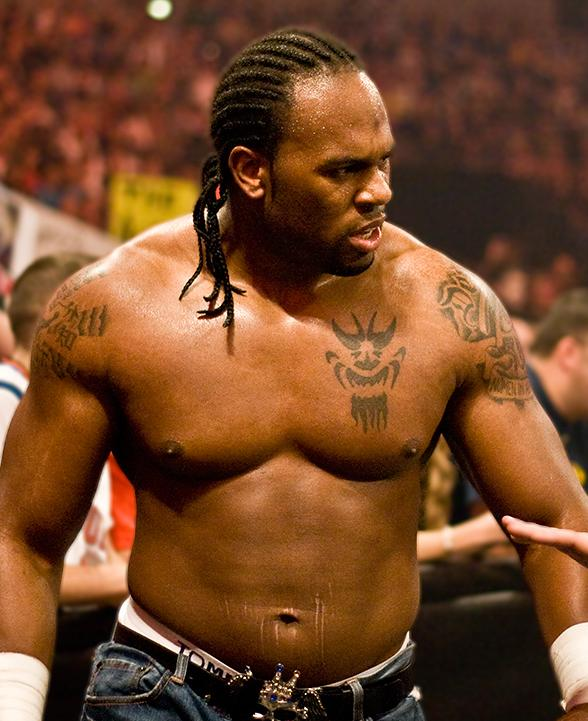
섀드 개스퍼드

섀드 개스퍼드(Shad Javier Gaspard, (1981년 1월 13일 ~ 2020년 5월 17일)는 미국의 남자 프로레슬링선수다. 키는 201cm 몸무게는 129kg이다. 피니쉬는 빅 붓, 써그니피센트(STO)로 사용을 한다.
2020년 5월 17일 가스파드는 로스앤젤레스 해안가에서 바다에 빠진 10살 아들을 구하려고 바다에 뛰어들었고 이후 이들을 구하기 위해 구조대원이 도착했다.
가스파드는 구조대원들에게 먼저 아들을 구하라고 지시한 다음 물속으로 사라졌다.
미 해경은 70제곱해리(240km2)를 수색한 뒤 수색을 중단했다.
5월 20일, 가스파드의 시신은 베니스 해변(Venive Beach)에서 해안으로 밀려온 채 발견되었고 로스앤젤레스 카운티 검시소에 의해 사망이 확인되었다.